# Dolichosybra strandi
Dolichosybra strandi är en skalbaggsart som beskrevs av Stefan von Breuning 1943. Dolichosybra strandi ingår i släktet Dolichosybra och familjen långhorningar.
Artens utbredningsområde är Venezuela. Inga underarter finns listade i Catalogue of Life.